# Communauté de communes de Pontorson-Le Mont-Saint-Michel
Die Communauté de communes de Pontorson-Le Mont-Saint-Michel ist ein ehemaliger Gemeindeverband (Communauté de communes) im französischen Département Manche in der damaligen Region Basse-Normandie. Er ging am 1. Januar 2014 gemeinsam mit den Gemeindeverbänden Communauté de communes du canton d’Avranches, Communauté de communes du canton de Ducey und Communauté de communes de Sartilly - Porte de la Baie  in der neuen Communauté de communes d’Avranches Mont-Saint-Michel auf.

## Mitgliedsgemeinden
| - Aucey-la-Plaine - Beauvoir - Huisnes-sur-Mer - Le Mont-Saint-Michel - Macey | - Pontorson - Sacey - Servon - Tanis - Vessey |